# Erioptera conica
Erioptera conica là một loài ruồi trong họ Limoniidae. Chúng phân bố ở miền Cổ bắc.